# Magnors kyrka
Magnors kyrka (norska: Magnor kirke) är ett kapell i Norska kyrkan i Eidskogs kommun i Innlandet fylke, Norge. Det ligger i orten Magnor. Magnors kyrka är ett annexkapell för Eidskogs församling som är en del av Solør, Vinger og Odal prosti i Hamars stift. Den vita träkyrkan byggdes i en långkyrklig utformning 1923 efter ritningar av arkitekten S. Brenne. Kyrkan har plats för cirka 100 personer.

## Historia
1923 byggdes ett bönhuskapell i Magnor. Det invigdes för kyrkligt bruk 1924. Kyrkan är en typisk långkyrka i trä. Byggnaden är idag titulerad som kyrka, men är tekniskt sett ett annexkapell som tillhör Eidskogs församling med Eidskogs kyrka i Matrand som huvudkyrka.